# Stelechomyia perpulchra
Stelechomyia perpulchra är en tvåvingeart som först beskrevs av Mitchell 1908.  Stelechomyia perpulchra ingår i släktet Stelechomyia och familjen fjädermyggor. Inga underarter finns listade i Catalogue of Life.